# Coronel Baigorria
Coronel Baigorria är en ort i Argentina.   Den ligger i provinsen Córdoba, i den centrala delen av landet, 600 km väster om huvudstaden Buenos Aires. Coronel Baigorria ligger 532 meter över havet och antalet invånare är 1 334.
Terrängen runt Coronel Baigorria är platt. Runt Coronel Baigorria är det glesbefolkat, med 13 invånare per kvadratkilometer.. Det finns inga andra samhällen i närheten.
Trakten runt Coronel Baigorria består till största delen av jordbruksmark.